# شهرستان جانسون (وایومینگ)
شهرستان جانسون، وایومینگ (به انگلیسی: Johnson County, Wyoming) یک سکونتگاه مسکونی در ایالات متحده آمریکا است که در وایومینگ واقع شده‌است.

## خصوصیات
شهرستان جانسون ۱۰٬۸۱۳٫۲۶ کیلومترمربع مساحت دارد.